# Stig Järrel

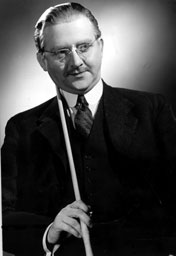
Stig Järrel som latinlektorn Caligula i Alf Sjöbergs Hets (1944).

Stig Karl Olof Järrel, ursprungligen Ohlson, född 8 februari 1910 i Malmberget i Gällivare församling i Norrbottens län, död 1 juli 1998 i Monte Carlo, var en svensk skådespelare och revyartist.
Stig Järrel var en av 1900-talets mest välkända svenska skådespelare. Han hade ett brett register och behärskade allt från revy till dramatik.

## Biografi
Som treåring flyttade Järrel med familjen till Stockholm och redan som fyraåring deklamerade han dikter. I Södra Latin kom han med i en teateraktiv gymnasieförening som hade Alf Sjöberg som regissör och som bland annat satte upp Strindbergs pjäs I Rom. Sjöberg yrkade på att Järrel skulle sluta skolan och söka in vid Dramaten. Men hans mor sade ifrån, han skulle ta studenten först. Han kom in på Dramatens elevskola 1929 efter uppspelning av utdrag ur I Rom och Othello. I samma årskurs gick Georg Rydeberg, Gunnar Olsson, Olof Widgren, Bror Bügler, Märta Dorff, Hjördis Petterson, Sten Hedlund, Solveig Hedengran, Sven Magnusson, Stina Ståhle och Sonja Sjöstrand.
I samband med detta bytte han efternamn från Ohlson till Järrel, inspirerad av Sven Jerrings namn. Han fick småroller på Dramaten och 1931 turnerade han med Hjalmar Lundholm i folkparkerna i en repertoar som pendlade mellan tragedi och fars. Han blev aldrig premiärelev på Dramaten. I början av 1930-talet arbetade han hos Gösta Ekman d.ä. i fyra säsonger och lade där grunden till sitt yrke. Han var Gyldenstern i Hamlet och Karenin i Det levande liket av Tolstoj.
År 1934 hörde Valdemar Dalquist Järrel imitera kollegor i en kamratkrets och han engagerades till Blancheteatern där han gjorde åtta imitationer. På Blanche fick han sitt genombrott som den patologiske mördaren i Emlyn Williams thriller Måste 1936 och senare som uråldrig statsminister i En dotter av Kina. Han gav lyrikaftnar tillsammans med Karin Kavli och framträdde i två Taggenrevyer 1941–42. Till Nya Teatern kom Järrel redan 1938 varvid Sandro Malmquist lät honom ännu inte fyllda 30 spela Tartuffe. Han spelade Charleys tant på Södran 1940, en förstudie till Lilla Märta-filmerna 1945 och 1948. Under Per-Axel Branner på Nya Teatern utvecklades Stig Järrel på så sätt att inga roller tycktes honom främmande. Han spelade i Strindbergs Kamraterna 1941, var en Jean mot Karin Kavli i Fröken Julie 1942, gjorde den gamle gubben i Tobaksvägen och spelade Tjechov och Molière.
Järrel kom tillbaka till Dramaten under 1940-talet. Hans revykarriär upptog dock så stor plats att det blev långt mellan teaterrollerna. Han brukade resa över till Lilla Teatern i Helsingfors för att spela några kvällar hos Vivica Bandler. Han gjorde 131 filmroller och stod framför kameran som mest under 1940- och 50-talen då han höll ett snitt på sex filmer om året. Det fanns år när ingen kunde undgå att höra Järrel i radio. Han blev en flitig uppläsare av Dagens Dikt, han sketchade i Lilla Variéten och Dagens Revy.
Han filmdebuterade 1935 i Edvard Persson-filmen Larsson i andra giftet. En av hans mest minnesvärda roller är som den sadistiske läraren Caligula i Alf Sjöbergs Hets (1944); det var också en av få filmroller som Järrel själv var nöjd med. Han spelade Carmencitas argentinske pappa i Evert Taube-filmen Sjösalavår, gestaltade en luffare i Vägen till Klockrike, han var silvertjuven Alfredo i Astrid Lindgren-filmen Rasmus, Pontus och Toker, och i komedin Fram för lilla Märta uppträdde han förklädd till kvinna. Själv framhöll Stig Järrel i efterhand tre av sina filmer som mer lyckade än de andra: Första divisionen, Hets och Fram för lilla Märta. Hasse Ekman använde honom i 18 av sina filmer.
I radio framträdde han under flera år i radioserien Enslingen Johannes med Gösta Bernhard. Stig Järrel har beskrivits som ett komiskt geni. Han var snabbtänkt och kvick i repliken. Sin improvisationsförmåga fick han utlopp för i radioserier som Tjugo frågor och På minuten.
Han var den ledande komikern i Kar de Mumma-revyn på Blancheteatern och Folkan i 34 år. På revyscenen blev han känd som den koleriske och sanningssägande figuren Fibban Karlsson som häcklade makthavare och politiker i vassa monologer. År 1965 tilldelades han Karl Gerhards hederspris. I slutet av 1970-talet spelade han hos Per Gerhard på Vasateatern; Min fru går igen (1978) och Sängkammarfars (1980). Sin sista roll framför filmkameran gjorde han i julkalendern Trolltider (1979) där han spelade maktmästaren Gorm.
På 1980-talet drog han sig tillbaka och bosatte sig i Roquebrune på Franska rivieran.
Povel Ramel refererar till Järrel i visan "The Gräsänkling blues" där textraden "vårt hembiträde Anna […] förlora' jag i poker till Stig Järrel förrgår natt" förekommer.  Detta kommer sig av Järrels sketch (monolog) "Poker-Joel", där han av misstag dras in i ett nattligt pokerspel i Humleträdgården och mot slutet satsar "farbror och faster i Linköping" varvid motståndaren "Knölen" ger sig. Han skrev också sångtexter.[källa behövs]

## Familj
Stig Järrel var mellan 1937 och 1948 gift med Karin Juel och mellan 1948 och 1960 med Ingrid Backlin. Han blev far till Henrik S. Järrel och Helen Åberg, född Järrel, i äktenskapet med Backlin.
I äktenskapet med  Karin Juel adopterade han hennes son Bengt, senare regissör Bengt Järrel.
Stig Järrel gifte sig för tredje gången den 19 mars 1960 i Roms stadshus Campidoglio med Aase Kjær (1912–2006) från Odense.

## Priser och utmärkelser
- 1965 – Karl Gerhards hederspris
- 1971 – Litteraturfrämjandets stipendium
- 1977 – Hedersledamot vid Norrlands nation i Uppsala
- 1982 – Litteris et Artibus
- 1987 – Sällskapet Stallbrödernas pris Revyräven

## Filmografi

### Som skådespelare (i urval)
- 1935 – Larsson i andra giftet
- 1935 – Valborgsmässoafton
- 1936 – Kärlek och monopol
- 1936 – Johan Ulfstjerna
- 1936 – Raggen – det är jag det
- 1936 – Samvetsömma Adolf
- 1936 – Ä' vi gifta?
- 1937 – Snövit och de sju dvärgarna (röst i originaldubb)
- 1937 – Lyckliga Vestköping
- 1937 – En flicka kommer till sta'n
- 1937 – Skicka hem Nr. 7
- 1938 – Vi som går scenvägen
- 1938 – Herr Husassistenten
- 1939 – Vi två
- 1940 – Hennes melodi
- 1940 – Romans
- 1940 – Med dej i mina armar
- 1940 – ... som en tjuv om natten
- 1940 – Vi tre
- 1940 – Hanna i societén
- 1940 – Karl för sin hatt
- 1941 – En fattig miljonär
- 1941 – Första divisionen (film)
- 1941 – Fröken Vildkatt
- 1941 – Den osynliga muren
- 1941 – Så tuktas en äkta man
- 1941 – Livet går vidare
- 1941 – Nygifta
- 1942 – En sjöman i frack
- 1942 – Lågor i dunklet
- 1942 – Lyckan kommer
- 1943 – Det brinner en eld
- 1943 – Herr Collins äventyr
- 1943 – Herre med portfölj
- 1943 – Vi mötte stormen
- 1943 – Som du vill ha mej
- 1943 – I dag gifter sig min man
- 1944 – ... och alla dessa kvinnor
- 1944 – Den osynliga muren
- 1944 – Flickan och Djävulen
- 1944 – Excellensen
- 1944 – Hans officiella fästmö
- 1944 – Hets
- 1944 – Kungajakt
- 1944 – Jag är eld och luft
- 1945 – Vandring med månen
- 1945 – Kungliga patrasket
- 1945 – Fram för lilla Märta
- 1945 – Oss tjuvar emellan eller En burk ananas
- 1945 – 13 stolar
- 1946 – Det är min modell
- 1946 – I dödens väntrum
- 1946 – Rötägg
- 1946 – Medan porten var stängd
- 1946 – Peggy på vift
- 1947 – Bruden kom genom taket
- 1947 – Maria
- 1947 – Tappa inte sugen
- 1947 – Sjätte budet
- 1947 – Det vackraste på jorden
- 1947 – Onda ögon
- 1947 – Får jag lov, magistern!
- 1948 – Främmande hamn
- 1948 – Lilla Märta kommer tillbaka
- 1948 – Kärlek, solsken och sång
- 1948 – Synd
- 1948 – Var sin väg
- 1948 – Kvinnan gör mig galen
- 1949 – Pippi Långstrump
- 1949 – Lattjo med Boccaccio
- 1949 – Gatan
- 1949 – Hin och smålänningen
- 1949 – Stora Hoparegränd och himmelriket
- 1949 – Sjösalavår
- 1950 – Motorkavaljerer
- 1950 – Den vita katten
- 1950 – Kanske en gentleman
- 1950 – Fästmö uthyres
- 1950 – Två trappor över gården
- 1951 – Sköna Helena
- 1951 – Livat på luckan
- 1951 – Poker
- 1951 – Spöke på semester
- 1951 – Dårskapens hus
- 1952 – En fästman i taget
- 1952 – Säg det med blommor
- 1952 – Oppåt med Gröna Hissen
- 1952 – Kalle Karlsson från Jularbo
- 1952 – Åke klarar biffen
- 1952 – Drömsemester
- 1953 – Fartfeber
- 1953 – Vägen till Klockrike
- 1953 – Resan till dej
- 1953 – Kungen av Dalarna
- 1954 – Flicka utan namn
- 1954 – I rök och dans
- 1954 – Simon syndaren
- 1954 – Sju svarta "Be-Hå"
- 1954 – Karin Månsdotter
- 1954 – Flicka med melodi
- 1954 – Café Lunchrasten
- 1954 – Skattefria Andersson
- 1955 – Den glade skomakaren
- 1955 – Flottans muntergökar
- 1955 – Paradiset
- 1956 – Litet bo
- 1956 – Rasmus, Pontus och Toker
- 1956 – Lille Fridolf och jag
- 1956 – Rätten att älska
- 1956 – Ratataa
- 1956 – Sjunde himlen
- 1956 – Syndare i filmparadiset
- 1956 – Pettersson i Annorlunda
- 1957 – Blondin i fara
- 1957 – Enslingen Johannes
- 1957 – Mamma tar semester
- 1957 – Med glorian på sned
- 1957 – Aldrig i livet
- 1959 – Enslingen i blåsväder
- 1959 – Himmel och pannkaka
- 1959 – Fröken Chic
- 1960 – Djävulens öga
- 1960 – Tre önskningar
- 1960 – Kärlekens decimaler
- 1961 – Lustgården
- 1961 – Ljuvlig är sommarnatten
- 1963 – Sällskapslek
- 1967 – Tofflan – en lycklig komedi
- 1970 – Röda rummet (TV-serie)
- 1973 – Kvartetten som sprängdes (TV-serie)
- 1973 – Levande bilder
- 1979 – Trolltider (TV-serie)

### Som regissör
- 1947 – Sjätte budet
- 1947 – Onda ögon

### Som manusförfattare
- 1951 – Poker
- 1952 – Oppåt med Gröna Hissen

## Teater

### Roller (ej komplett)
| År   | Roll                        | Produktion                                                                                  | Regi                | Teater                                  |
| ---- | --------------------------- | ------------------------------------------------------------------------------------------- | ------------------- | --------------------------------------- |
| 1931 | Thomas Diaforius            | Den inbillade sjuke (Le Malade imaginaire) Molière                                          | Olof Molander       | Dramaten                                |
| 1932 | Weller                      | Till Hollywood (Merton of the Movies) George S. Kaufman och Marc Connelly                   | Gösta Ekman         | Vasateatern                             |
| 1932 |                             | Leendets land (Das Land des Lächelns) Franz Lehár                                           | Gösta Ekman         | Konserthusteatern                       |
| 1932 | Notarien                    | Kanske en diktare Ragnar Josephson                                                          | Gösta Ekman         | Vasateatern                             |
| 1932 | Johansen                    | Mästerkatten i stövlarna (Markis'en af Carabas) Palle Rosenkrantz                           | Gösta Ekman         | Vasateatern                             |
| 1932 | Bäraren                     | Patrasket Hjalmar Bergman                                                                   | Gösta Ekman         | Vasateatern                             |
| 1932 | Joe                         | Broadway Philip Dunning och George Abbott                                                   | Mauritz Stiller     | Vasateatern                             |
| 1932 |                             | Adam och Evorna ( Don Juan) Sigurd Hoel och Helge Krog                                      | Gösta Ekman         | Gösta Ekmans Folkteater                 |
| 1932 | Kyrkoherden                 | I de bästa familjer (In The Best Of Families) Anita Hart och Maurice Braddell               | Gösta Ekman         | Gösta Ekmans Folkteater                 |
| 1933 |                             | Charleys tant (Charley's Aunt) Brandon Thomas                                               |                     | Gösta Ekmans Folkteater                 |
| 1933 | Tordick                     | Middag kl. 8 (Dinner at Eight) George S. Kaufman och Edna Ferber                            | Gösta Ekman         | Vasateatern                             |
| 1933 | Pierre Pistole              | Banken (La Banque Nemo) Louis Verneuil                                                      | Hjalmar Peters      | Vasateatern                             |
| 1934 | Rosenkrantz Marcellus       | Hamlet William Shakespeare                                                                  | Per Lindberg        | Vasateatern                             |
| 1934 | Dr. Bradley                 | Män i vitt (Men In White) Sidney Kingsley                                                   | Per Lindberg        | Vasateatern                             |
| 1934 | Paul Gabriel                | Natten till den 17:de (Tűzmadár) Lajos Zilahy                                               | Gunnar Olsson       | Vasateatern                             |
| 1934 | Gesällen                    | Bödeln Pär Lagerkvist                                                                       | Per Lindberg        | Vasateatern                             |
| 1935 | Ragnar Knatting             | Härmed hava vi nöjet, revy Kar de Mumma, Karl-Ewert och Alf Henrikson                       | Harry Roeck-Hansen  | Blancheteatern                          |
| 1935 | Georg von Silberberg        | Karriär-karriär (A szerencse fia) Gábor Drégely                                             | Gösta Ekman         | Vasateatern                             |
| 1935 | Micky Lindley               | Livets gyllene ögonblick (The shining hour) Keith Winters                                   | Harry Roeck-Hansen  | Blancheteatern                          |
| 1935 | Viktor Michajlovitj Karenin | Fedja eller Det levande liket (Живой труп, Živoj trup) Lev Tolstoj                          | Per Lindberg        | Vasateatern                             |
| 1936 | Donald                      | Bättre mans barn (Three-Cornered-Moon) Gertrude Friedberg                                   | Harry Roeck-Hansen  | Blancheteatern                          |
| 1936 | Dan                         | Måste (Night must fall) Emlyn Williams                                                      | Arthur Natorp       | Blancheteatern                          |
| 1936 | Armand                      | Därom tiger munnen (Un taciturne) Roger Martin du Gard                                      | Per Lindberg        | Blancheteatern                          |
| 1936 | Ek                          | Hm, sa greven, revy Kar de Mumma                                                            | Harry Roeck Hansen  | Blancheteatern                          |
| 1936 | Ronnie Trent                | Getingboet (Children to bless you) G.S. Donisthorpe                                         | Harry Roeck-Hansen  | Blancheteatern                          |
| 1936 | Wang Yun                    | En dotter av Kina (Lady Precious dream) Hsiung Shih-i                                       | Johan Falck         | Blancheteatern                          |
| 1937 | Prins William               | Kunglighet (The Queen's Husband) Robert E. Sherwood                                         | Harry Roeck-Hansen  | Blancheteatern                          |
| 1937 | Morten Bang                 | Hans första premiär (Premieren) Svend Rindom                                                | Harry Roeck-Hansen  | Blancheteatern                          |
| 1937 | Joseph                      | Min son är min (My son's my son) David Herbert Lawrence                                     | Harry Roeck-Hansen  | Blancheteatern                          |
| 1938 | Edvard Churt                | Vi gentlemän (This Was a Man) Noël Coward                                                   | Sandro Malmquist    | Nya Teatern                             |
| 1938 | Gunnar                      | Stenen vill falla Lars-Levi Læstadius                                                       | Sandro Malmquist    | Nya Teatern                             |
| 1938 | Liliom                      | Liliom Ferenc Molnár                                                                        | Sandro Malmquist    | Nya Teatern                             |
| 1938 | Edvard Dahlberg             | En minnesdag Louis de Geer                                                                  | Sandro Malmquist    | Nya Teatern                             |
| 1938 | Tartuffe                    | Tartuffe (Tartuffe, ou l'Imposteur) Molière                                                 | Sandro Malmquist    | Nya Teatern                             |
| 1939 | Roger                       | Christian Yvan Noé                                                                          | Martha Lundholm     | Vasateatern                             |
| 1939 | Dr Franz Jura               | Konserten (Das Konzert) Hermann Bahr                                                        | Martha Lundholm     | Vasateatern                             |
| 1940 | Harold Goff                 | Hyggliga människor (The gentle people) Irwin Shaw                                           | Olof Molander       | Blancheteatern                          |
| 1940 | Lord Fancourt Babberley     | Charleys tant (Charley's Aunt) Brandon Thomas                                               | Leif Amble-Naess    | Södra teatern, flyttad till Vasateatern |
| 1941 | Axel                        | Kamraterna August Strindberg                                                                | Per-Axel Branner    | Nya Teatern                             |
| 1941 | Ester Lindin                | Revytidningen Taggen, revy Staffan Tjerneld                                                 | Per-Axel Branner    | Nya Teatern                             |
| 1941 | Magnus Gabriel De la Gardie | Christina August Strindberg                                                                 | Per-Axel Branner    | Nya teatern                             |
| 1942 | Karl Vitus                  | Munken går på ängen (Munken gaar i enge) Carl Gandrup                                       | John Zacharias      | Nya Teatern                             |
| 1942 | Alberto Verani              | 24 röda rosor (Due dozzine di rose scarlatte) Aldo de Benedetti                             | Per-Axel Branner    | Nya Teatern                             |
| 1942 | Medverkande                 | Revytidningen Nya Taggen, revy Staffan Tjerneld                                             | Per-Axel Branner    | Nya Teatern                             |
| 1942 | Jean                        | Fröken Julie August Strindberg                                                              | Per-Axel Branner    | Nya Teatern                             |
| 1943 | Kanslern                    | Arabernas tält (The Tents of the Arabs) Edward Dunsany                                      | Per-Axel Branner    | Nya Teatern                             |
| 1943 | Monsieur Salvat             | Jag har rätt att älska (La femme en fleur) Denys Amiel                                      | Per-Axel Branner    | Nya Teatern                             |
| 1943 | Anton Schmeidler            | I evighet amen (In Ewigkeit Amen) Anton Wildgans                                            | Per-Axel Branner    | Nya teatern                             |
| 1943 | Otto Frank                  | Om ett folk vill leva (Hvis et folk vil leve) Axel Kielland                                 | Per-Axel Branner    | Nya Teatern                             |
| 1943 | Herodes                     | Salome Oscar Wilde                                                                          | Per-Axel Branner    | Nya Teatern                             |
| 1943 | Skriszevinsky               | Raid i natt (Flare Path) Terrence Rattigan                                                  | Per-Axel Branner    | Nya teatern                             |
| 1944 | Medverkande                 | Tredje taggen, revy Staffan Tjerneld                                                        | Per-Axel Branner    | Nya Teatern                             |
| 1944 | Alceste                     | Misantropen (Le misanthrope) Molière                                                        | Sam Besekow         | Nya Teatern                             |
| 1945 | Baron Patrik Sinclair       | Av hjärtans lust Karl Ragnar Gierow                                                         | Rune Carlsten       | Dramaten                                |
| 1945 | Jeeter Lester               | Tobaksvägen (Tobacco Road) Jack Kirkland                                                    | Per-Axel Branner    | Nya Teatern                             |
| 1949 | Edgar                       | Dödsdansen August Strindberg                                                                | Gunnar Olsson       | Blancheteatern                          |
| 1950 | Medverkande                 | Skyll er själva, revy Kar de Mumma                                                          | Leif Amble-Næss     | Blancheteatern                          |
| 1951 | Oscar                       | Vem är Sylvia? (Who Is Sylvia) Terence Rattigan                                             | Martha Lundholm     | Vasateatern                             |
| 1952 | Mr Alfred Davidson          | Regn (Rain) John Colton och Clemence Randolph                                               | Martha Lundholm     | Vasateatern                             |
| 1955 | Medverkande                 | Flyttkalas, revy Kar de Mumma                                                               | Leif Amble-Naess    | Folkan                                  |
| 1964 | Medverkande                 | Stockholmare, vet du vaad, revy Kar de Mumma                                                | Jackie Söderman     | Folkan                                  |
| 1965 | Carruche                    | De ärelystna (Les Glorieuses et une femme qui dit la vérité) André Roussin                  | Kurt-Olof Sandström | Folkteatern                             |
| 1968 | Medverkande                 | Kar de Mummas nyårsrevy, revy Kar de Mumma                                                  | Hasse Ekman         | Folkan                                  |
| 1971 | Medverkande                 | Kar de Mummas nyårsrevy, revy Kar de Mumma                                                  | Hasse Ekman         | Folkan                                  |
| 1971 |                             | Får jag lov att presentera Oscar Wilde (The Importance of Being Oscar) Micheál Mac Liammóir | Hasse Ekman         | Riksteatern                             |
| 1976 | Medverkande                 | Hem till stan, revy Kar de Mumma                                                            | Hans Dahlin         | Folkan                                  |
| 1978 | Charles Condomine           | Min fru går igen (Blithe Spirit) Noël Coward                                                | Per Gerhard         | Vasateatern                             |
| 1979 | Ernest                      | Sängkammarfars (Bedroom Farce) Alan Ayckbourn                                               | Per Gerhard         | Vasateatern                             |

## Radioteater

### Roller
| År   | Roll                                  | Produktion | Regi               |
| ---- | ------------------------------------- | --- | ------------------ |
| 1941 | Herr Karlsson, institutets innehavare | Bliv er själv eller pengarna tillbaka! Ett besök på psykiska korrektionsinstitutet, radiokabaret Nils-Georg, Einar Hylin och Nils Söderman |                    |
| 1941 |                                       | Har den äran!, radiokabaret Nils Perne och Sven Paddock                                                                                    |                    |
| 1942 | John                                  | Herr Dillman får besök Bigi Wennberg och Gösta Rybrant                                                                                     | Carl-Otto Sandgren |
| 1944 | Kammarherre Berndt Hawerskiöld        | Amiralinnan Hilding Östlund | Gunnar Olsson      |
| 1961 | T.f. landsfiskal Tore Borg            | Ur askan i elden Folke Mellvig | Börje Mellvig      |